# Kabelsteg (München)
Kabelsteg là một cầu dành cho người đi bộ tại München.

## Vị trí
Cầu này nối bờ phía Đông của sông Isar với Praterinsel bắt qua Kleine Isar (một nhánh của sông Isar). Cầu tiếp nối bắt qua Große Isar là cầu Marianne, dẫn từ đảo Prater tới bờ phía Tây.

## Kiến trúc
Kabelsteg được xây vào năm 1898 kiểu Art Nouveau bằng bê tông cốt sắt với 2 vòng cầu thấp. Ban đầu được bọc đá vôi có trạm vỏ sò, nhưng sau đó khi tu bổ bị gỡ ra. Nó dài tổng cộng 76,50 m, mỗi vòng cầu có chiều dài 37 m. Kabelsteg là một di sản kiến trúc.

## Literatur
- Christine Rädlinger, Baureferat der Landeshauptstadt München (Hrsg.): Geschichte der Münchner Brücken. Franz Schiermeier Verlag, München 2008, ISBN 978-3-9811425-2-5 (Brücken bauen von der Stadtgründung bis heute).